# Tyrannochthonius krakatau
Espèce
Tyrannochthonius krakatau est une espèce de pseudoscorpions de la famille des Chthoniidae.

## Distribution
Cette espèce est endémique d'Indonésie. Elle se rencontre sur Rakata (en) et Peucang.

## Description
Les femelles mesurent de 0,85 à 0,93 mm.

## Étymologie
Son nom d'espèce lui a été donné en référence au lieu de sa découverte, les îles Krakatoa.

## Publication originale
- Harvey, 1988 : Pseudoscorpions from the Krakatau Islands and adjacent regions, Indonesia (Chelicerta: Pseudoscorpionida). Memoirs of the National Museum of Victoria, vol. 49, no 2, p. 309-353 (texte intégral).